# Klaus Stoltenberg
Klaus Stoltenberg (* 7. Oktober 1939) ist ein deutscher Jurist.

## Leben
Er war Ministerialdirigent im Bundesjustizministerium und Beauftragter der deutschen Bundesregierung für Menschenrechte. 1992 legte er einen Kommentar zum Stasi-Unterlagen-Gesetz vor.

## Veröffentlichungen
- Stasi-Unterlagen-Gesetz : Kommentar,  Nomos Verlag, 1992, ISBN 978-3-7890-2701-7.
  - Deutschland: Stasi-Unterlagen-Gesetz ; Kommentar, Nomos Verlag, 2000, ISBN 3-7890-6796-2.